# Acraea cuva
Acraea cuva är en fjärilsart som beskrevs av Grose-smith 1889. Acraea cuva ingår i släktet Acraea och familjen praktfjärilar. Inga underarter finns listade i Catalogue of Life.